# زیردریایی یو-۳۹۴
زیردریایی یو-۳۹۴ (به انگلیسی: German submarine U-394) یک زیردریایی بود که طول آن ۶۷٫۱ متر (۲۲۰ فوت ۲ اینچ) بود. این زیردریایی در سال ۱۹۴۳ ساخته شد.